# 枫泾镇人民公社旧址
30°53′24″N 121°00′51″E / 30.88996°N 121.01426°E
枫泾镇人民公社旧址，位于中华人民共和国上海市金山区枫泾镇和平街85号。是一个古建筑、上海市文物保护单位。

## 历史
枫泾人民公社旧址是上海市保存得最为完整的人民公社旧址之一，里面保留当年所使用的办公室。2008年2月8日，金山区人民政府颁布其为金山区文物保护单位。2014年4月4日，上海市人民政府颁布其为上海市文物保护单位。